# نائوتو نوگوچی
نائوتو نوگوچی (ژاپنی: 野口 直人؛ زادهٔ ۷ ژوئن ۱۹۹۲) یک بازیکن فوتبال اهل ژاپن است.
از باشگاه‌هایی که در آن بازی کرده‌است می‌توان به باشگاه فوتبال سرزو اوساکا و باشگاه فوتبال اوئیتا ترینیتا اشاره کرد.